# Apostolischer Nuntius in Portugal
Der Apostolische Nuntius in Portugal ist der ständige Vertreter des Heiligen Stuhles (also des Papstes als Völkerrechtssubjekt) bei der Regierung des Staates Portugal.
- Kardinalinfant Afonso
- Kardinalkönig Heinrich I.

- 1673–1685: Marcello Durazzo (1633–1710)
- 1690–1692: Sebastiano Antonio Tanara (1650–1724)
- 1692: Giorgio Cornaro (1658–1722)
- 1698–1706: Michelangelo dei Conti (1655–1724)
- 1709–1720: Vincenzo Bichi (1668–1750)
- 1720–1730: Giuseppe Firrao (1670–1744)
- 1739–1743: Giacomo Oddi (1679–1770)
- 1744–1754: Luca Melchiore Tempi (1688–1762)
- 1754–1759: Filippo Acciajuoli (1700–1766)
- 1770: Innocenzo Conti (1731–1785)
- 1782–1785: Vincenzo Ranuzzi (1726–1800)
- 1785–1794: Carlo Bellisomi (1736–1808)
- 1794–1808: Bartolomeo Pacca (1756–1844)
- 1801–1817: Lorenzo Caleppi (1741–1817)
- 1823–1834: Giacomo Filippo Fransoni (1775–1856) (Nuntius für Portugal und Brasilien)
- 1827–1832: Alessandro Giustiniani (1778–1843)
- 1832–1838: Filippo de Angelis (1792–1877)
- 1844–1858: Camillo Di Pietro (1806–1884)
- 1856–1868: Innocenzo Ferrieri (1810–1887)
- 1868–1876: Luigi Oreglia di Santo Stefano (1828–1913)
- 1874–1879: Domenico Sanguigni (1809–1882)
- 1879–1883: Gaetano Aloisi Masella (1826–1902)
- 1883–1891: Vincenzo Vannutelli (1836–1930)
- 1891–1896: Domenico Maria Jacobini (1837–1900)
- 1896–1903: Andrea Aiuti (1849–1905)
- 1904–1906: José Macchi (1845–1906)
- 1906–1910: Giulio Tonti (1844–1918)
- 1918–1923: Achille Locatelli (1856–1935)
- 1923–1928: Sebastiano Nicotra (1855–1929)
- 1928–1933: João Beda Cardinale, OSB (1869–1933)
- 1934–1953: Pietro Ciriaci (1885–1966)
- 1953–1958: Fernando Cento (1883–1973)
- 1959–1962: Giovanni Panico (1895–1962)
- 1962–1967: Maximilien de Fürstenberg (1904–1988)
- 1967–1976: Giuseppe Maria Sensi (1907–2001)
- 1976–1979: Angelo Felici (1919–2007)
- 1979–1984: Sante Portalupi (1909–1984)
- 1984–1989: Salvatore Asta (1915–2004)
- 1989–1993: Luciano Angeloni (1917–1996)
- 1993–2002: Edoardo Rovida (1927–)
- 2002–2008: Alfio Rapisarda (1933–)
- 2008–2019: Rino Passigato (1944–)
- 2019–2025: Ivo Scapolo (1953 -)
- seit 2025: vakant